# Chaetopsis fulvifrons
Chaetopsis fulvifrons är en tvåvingeart som först beskrevs av Macquart 1855.  Chaetopsis fulvifrons ingår i släktet Chaetopsis och familjen fläckflugor. Inga underarter finns listade i Catalogue of Life.